# Bob Bertemes
Bob Bertemes (* 24. Mai 1993 in Beles) ist ein ehemaliger luxemburgischer Leichtathlet, der sich auf das Kugelstoßen spezialisiert hat und in dieser Disziplin den Landesrekord hält.

## Sportliche Laufbahn
Erste internationale Erfahrungen sammelte Bob Bertemes 2011 bei den Spielen der kleinen Staaten von Europa (GSSE) in Schaan, bei denen er mit einer Weite von 16,75 m die Bronzemedaille hinter dem Isländer Óðinn Björn Þorsteinsson und Georgios Arestis aus Zypern. Anschließend nahm er an den Junioreneuropameisterschaften in Tallinn teil und schied dort mit 17,42 m in der Qualifikation aus. Im Jahr darauf gelangte er bei den Juniorenweltmeisterschaften in Barcelona bis in das Finale, brachte dort aber keinen gültigen Versuch zustande. 2013 gewann er bei den GSSE in Luxemburg mit 17,65 m erneut die Bronzemedaille, diesmal hinter dem Montenegriner Danijel Furtula und Þorsteinsson aus Island. Anschließend schied er bei den U23-Europameisterschaften in Tampere mit 17,94 m in der Qualifikationsrunde aus, ehe er bei den Spielen der Frankophonie in Nizza mit 18,78 m auf Rang vier gelangte. 2015 wurde er bei den Halleneuropameisterschaften in Prag mit 20,48 m im Finale Fünfter und siegte anschließend bei den GSSE in Reykjavík mit 19,11 m. Im Zuge der 3. Liga der Team-Europameisterschaft nahm er an den Europaspielen in Baku teil und belegte dort mit 17,93 m den vierten Platz. Bei den U23-Europameisterschaften in Tallinn gewann er mit 19,29 m die Silbermedaille und er qualifizierte sich auch für die Weltmeisterschaften in Peking, bei denen er mit 19,87 m in der Qualifikation ausschied. Daraufhin gewann er bei den Militärweltspielen im südkoreanischen Mungyeong mit einer Weite von 19,60 m die Silbermedaille und musste sich damit nur dem Brasilianer Darlan Romani geschlagen geben.
Im Jahr 2016 erreichte er bei den Hallenweltmeisterschaften in Portland mit 19,48 m den 15. Platz und schied Anfang Juli bei den Europameisterschaften in Amsterdam mit 19,39 m in der Qualifikation aus, wie auch bei den Halleneuropameisterschaften 2017 in Belgrad mit 19,47 m. Bei den GSSE in Serravalle verteidigte er mit 19,33 m erfolgreich seinen Titel und gewann bei den Spielen der Frankophonie in Abidjan mit 19,55 m die Silbermedaille hinter dem Kongolesen Franck Elemba. Er nahm zudem erneut an den Weltmeisterschaften in London teil, gelangte mit 19,10 m aber nicht bis in das Finale. Im Jahr darauf klassierte er sich bei den Europameisterschaften in Berlin mit 21,00 m auf dem sechsten Platz und 2019 wurde er bei den Halleneuropameisterschaften in Glasgow mit einem Stoß auf 20,70 m Fünfter. In Bar siegte er bei den GSSE mit 20,57 m zum dritten Mal in Folge und bei den Weltmeisterschaften in Doha scheiterte er mit 19,89 m erneut in der Qualifikation. Anschließend gewann er bei den Militärweltspielen in Wuhan mit 20,66 m die Bronzemedaille hinter dem Brasilianer Romani und Konrad Bukowiecki aus Polen. 2021 schied er bei den Halleneuropameisterschaften in Toruń mit 20,16 m in der Vorrunde aus. Im Mai siegte er mit 21,71 m beim Pfingstsportfest Rehlingen und startete dann im August bei den Olympischen Spielen in Tokio, bei denen er mit 20,16 m aber den Finaleinzug verpasste. Während der Schlussfeier war er der Fahnenträger seiner Nation.
2022 gelangte er bei den Hallenweltmeisterschaften in Belgrad mit 20,10 m auf den 13. Platz und im August schied er bei den Europameisterschaften in München mit 19,77 m in der Qualifikationsrunde aus. Im Jahr darauf belegte er bei den Halleneuropameisterschaften in Istanbul mit 21,00 m den fünften Platz. Im Juni wurde er bei der 2. Liga der Team-Europameisterschaft im Zuge der Europaspiele in Chorzów mit 19,42 m Fünfter im Kugelstoßen und gelangte mit dem Diskus mit 59,01 m auf Rang acht. Anschließend schied er bei den Weltmeisterschaften in Budapest ohne einen gültigen Versuch in der Qualifikationsrunde aus. 2024 wurde er bei den Hallenweltmeisterschaften in Glasgow mit 20,30 m Zwölfter. Im Juni belegte er bei den Europameisterschaften in Rom mit 20,86 m den sechsten Platz. Anschließend nahm er an den Olympischen Sommerspielen in Paris teil und verpasste dort mit 20,27 m den Finaleinzug. Nach dem Spielen beendete er seine aktive sportliche Karriere.
In den Jahren 2017 und von 2019 bis 2024 wurde Bertemes luxemburgischer Meister im Kugelstoßen im Freien und 2014 sowie von 2017 bis 2023 auch in der Halle. Zudem wurde er 2022 und 2024 Landesmeister im Diskuswurf. Bertemes startete seit der Saison 2017/18 für die MTG Mannheim und wurde dort von Khalid Alqawati trainiert.

## Persönliche Bestweiten
- Kugelstoßen: 22,22 m, 4. August 2019 in Luxemburg (Landesrekord)
- Diskuswurf: 61,06 m, 15. September 2019 in Dudelange (Landesrekord)